# Det gamle vandtårn (Flensborg)
 For alternative betydninger, se Det gamle vandtårn. (Se også artikler, som begynder med Det gamle vandtårn)
Det gamle vandtårn i Flensborg er et 29,3 m højt vandtårn beliggende på den 59 m høje møllebakke på Flensborg Fjords vestlige bred tæt på møllekirkegården, hvor der oprindeligt stod en vindmølle. Tårnet, der blev opført i 1901-02, er stadig i funktion som højdebeholder i vandforsyningen og har kapacitet til 350 kubikmeter vand. Vandtårnet ejes af byens værker (Stadtwerke Flensburg).
Tårnets grundform er cylindrisk, opført i gule og røde mursten med rombe-formede dekorationer. Taget er kegleformet og dækket med en rund kobberlanterne på toppen. De rundbuede vinduer er flankeret af pilastre. Tårnet og sidebygningen danner en arkitektonisk enhed.
På grund af et stigende vandforbrug opførtes i 1961 endnu et vandtårn i byens østlige del, i Folkeparken.